# Segling vid olympiska sommarspelen 1928
De olympiska tävlingarna i segling 1928 avgjordes mellan den 5 och 12 augusti. 126 deltagare från 23 länder tävlade i tre grenar.

## Båtklasser
- Utrustning:

| Klass      | Typ    | Seglare | Trapets | Storsegel | Fock | Spinnaker | Första OS |
| ---------- | ------ | ------- | ------- | --------- | ---- | --------- | --------- |
| 12' Dinghy | Jolle  | 1       | 0       | x         | x    | -         | 1920      |
| 6 meter    | Kölbåt | 5       | 0       | x         | x    | x         | 1908      |
| 8 meter    | Kölbåt | 6       | 0       | x         | x    | x         | 1908      |

- Design:

## Medaljörer
| Gren                   | Guld | Silver | Brons                                                                                          |
| 12' Dinghy Detaljer... | Sven Thorell Sverige                                                                                     | Henrik Robert Norge | Bertil Broman Finland                                                                          |
| 6 meter Detaljer...    | Norge Johan Anker Erik Anker Håkon Bryhn Olav V av Norge                                                 | Danmark Vilhelm Vett Aage Høy-Petersen Nils Otto Møller Peter Schlütter                                                            | Estland Nikolai Vekšin Andreas Faehlmann Georg Faehlmann Eberhard Vogdt William von Wirén      |
| 8 meter Detaljer...    | Frankrike Donatien Bouché André Derrien Virginie Hériot André Lesauvage Jean Lesieur Carl de la Sablière | Nederländerna Johannes van Hoolwerff Lambertus Doedes Hendrik Kersken Cornelis van Staveren Gerard de Vries Lentsch Maarten de Wit | Sverige Clarence Hammar Tore Holm Carl Sandblom John Sandblom Philip Sandblom Wilhelm Törsleff |

## Medaljtabell
| Pl.    | Nation        | Guld | Silver | Brons | Totalt |
| ------ | ------------- | ---- | ------ | ----- | ------ |
| 1      | Norge         | 1    | 1      | 0     | 2      |
| 2      | Sverige       | 1    | 0      | 1     | 2      |
| 3      | Frankrike     | 1    | 0      | 0     | 1      |
| 4      | Danmark       | 0    | 1      | 0     | 1      |
| 4      | Nederländerna | 0    | 1      | 0     | 1      |
| 6      | Estland       | 0    | 0      | 1     | 1      |
| 6      | Finland       | 0    | 0      | 1     | 1      |
| Totalt |               | 3    | 3      | 3     | 9      |